# 霍珀森
霍珀森是距墨尔本中央商务区西南方向28.8公里的一个郊区。它的当地政府地区是云登市。在2011年的人口普查中，霍珀森的人口有37,598人。